# Mednarodno letališče Dubai World Central - Al Maktoum
Mednarodno letališče Dubai World Central - Al Maktoum (ang. Dubai World Central - Al Maktoum International Airport) (IATA: DWC, ICAO: OMDW) je superveliko letališče, ki bo imelo pet vzporednih stez, ko bo dokončano. Locirano je na Jebel Aliju, 37 kilometrov jugozahodno od Dubaja v Združenih Arabskih emiratih. Letališče so odprli 27. junija 2010, vendar bo povsem dokončano šele leta 2027. Prej je letališče imelo različna imena, na primer "Jebel Ali Airport City" in "Dubai World Central International Airport". Potem so ga preimenovali po voditelju Dubaja, šejku Maktoumu bin Rashid Al Maktoum. Letališče bo del projetka Dubai World Central.
Kdaj se za celoten kompleks uporablja tudi oznaka aerotropolis, ker bo lokalna ekonomija povsem povezana z letališčem. Letališče bo imelo kapaciteto 160 milijonov potnikov (po nekaterih virih do 260 milijonov) in 12 milijonov ton tovora. To je skoraj dvakrat več kot trenutno najbolj prometno letališče na svetu Atlanta Hartsfield, ki ima na leto 80-90 milijonov potnikov.
Novo letališče bo imelo površino 220 km2 in pet vzporednih stez, sprva so sicer načrtovali šest. Prva steza je že dokončana. Steze bodo dolge 4.900 m in široke 60 m (16 080 ft × 200 ft), precej več kot standardne steze. Letališče bo imelo bo sposobnosti CAT III-C.
Dubaj sicer že ima veliko mednarodno letališče Dubai International Airport, ki je leta 2013 imelo 66 milijonov potnikov. Vendar so zaradi hitro rastočih letalskih družb Emirates in Etihad potrebne večje kapacitete.